# Regiões do Senegal
O Senegal é subdividido em 14 regiões (régions, singular - région), cada uma das quais é administrada por um Conseil (conselho regional) eleito pela influência da população em nível de Arrondissement.
Senegal está ainda subdividida em 34 departamentos, 103 arrondissements (nenhum dos quais tem funções administrativas) e por collectivités locales (coletividade locais), (as 14 régions (regiões), 110 communes (comunas), e 320 communautés rurales (comunidades rurais)) que elegem oficiais administrativos. Três destas regiões foram criadas em 10 de setembro de 2008, quando a Região Kaffrine dividida de Kaolack, região Kédougou dividida de Tambacounda e região Sédhiou dividida de Kolda.
Até hoje, todas as regiões levam seu nome a partir de suas capitais regionais menos Sédhiou, que era antigamente um Departamento.

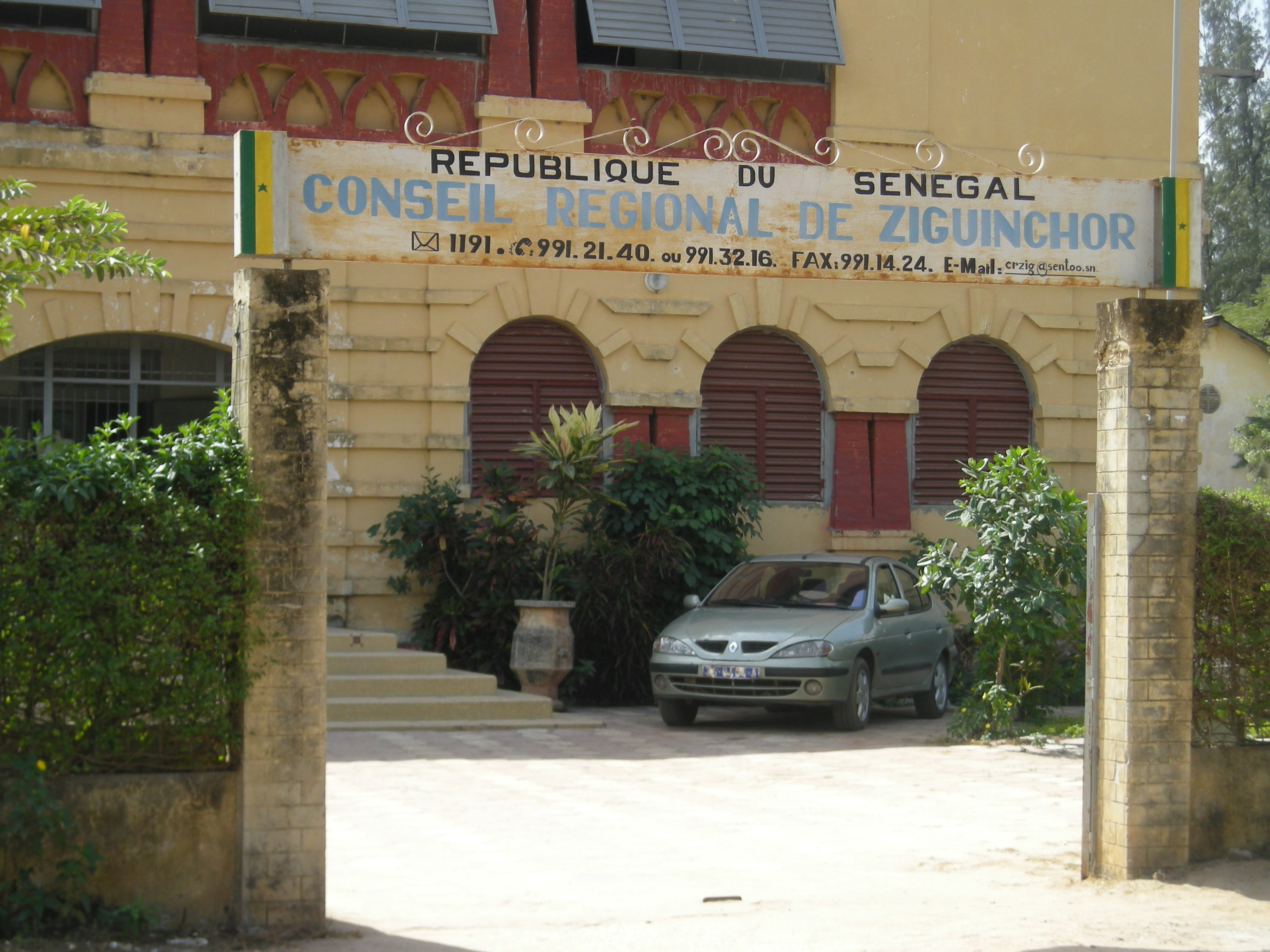
O Conseil Régional (conselho regional) edifício em Ziguinchor. Regiões, ao contrário dos Departamentos ou Distritos (mas como Comunas), têm poder político e administrativo definido no Senegal.

Regiões do Senegal.

- Dakar (região)
- Diourbel (região)
- Fatick (região)
- Kaffrine (região)
- Kaolack (região)
- Kédougou (região)
- Kolda (região)
- Louga (região)
- Matam (região)
- Saint-Louis (região)
- Sédhiou (região)
- Tambacounda (região)
- Thiès (região)
- Ziguinchor (região)